# Davinson Sánchez
Davinson Sánchez Mina (* 12. Juni 1996 in Caloto) ist ein kolumbianischer Fußballspieler, der vorrangig auf der Position des Innenverteidigers eingesetzt wird. Er steht seit der Saison 2023/24 im Kader von Galatasaray Istanbul.

## Vereinskarriere
Davinso Sánchez spielte in Jugendmannschaften des kolumbianischen Vereins América de Cali, wechselte aber schon in der Jugend zur kolumbianischen Spitzenmannschaft Atlético Nacional aus Medellín, wo er unter Juan Carlos Osorio geformt wurde. Seine ersten Einsätze als Profifußballer absolvierte er 2013. Bis 2016 kam er auf 26 Ligaspiele für Nacional. Mit Nacional gewann Sánchez die Copa Libertadores 2016, vier kolumbianische Meisterschaften, zwei Pokalsiege und einen Supercup.
Im Sommer 2016 verpflichtete ihn Ajax Amsterdam, wo er einen Vertrag bis zum 30. Juni 2021 unterschrieb. Sein Debüt in der Eredivisie gab Sánchez am 13. August 2016 gegen den Roda JC. Mit Ajax erreichte Sánchez das Finale der UEFA Europa League 2016/17 und wurde Vizemeister der Eredivisie 2016/17.
Im August 2017 wechselte Sánchez für eine Ablösesumme von ca. 40 Mio. Euro zu den Tottenham Hotspur in die englische Premier League. Für Tottenham kam Sánchez wettbewerbsübergreifend zu 207 Spiele und erzielte fünf Tore. Im September 2023 wechselte der Kolumbianer für eine Ablöse von 9,5 Millionen Euro in die Türkei zu Galatasaray Istanbul.

## Nationalmannschaftskarriere
Davinson Sánchez spielte für verschiedene kolumbianische Juniorennationalmannschaften. Mit der U-20-Nationalmannschaft Kolumbiens wurde er bei der U-20-Fußball-Südamerikameisterschaft 2015 Zweiter und nahm an der U-20-Fußball-Weltmeisterschaft 2015 in Neuseeland teil. 2016 spielte er erstmals für die kolumbianische Fußballnationalmannschaft und wurde bei insgesamt vier Qualifikationsspielen für die Fußball-Weltmeisterschaft 2018 eingesetzt.
Bei der Fußball-Weltmeisterschaft 2018 in Russland gehörte er zum kolumbianischen Aufgebot. Er wurde in allen vier Spielen eingesetzt und schied mit der Mannschaft im Achtelfinale gegen England im Elfmeterschießen aus.

## Erfolge

### Verein
- Copa Libertadores: 2016
- Kolumbianischer Meister: 2013-I, 2013-II, 2014-I, 2015-II
- Copa Colombia: 2012, 2013
- Superliga de Colombia: 2016
- Türkischer Meister: 2024, 2025
- Türkischer Fußballpokal: 2025